# Distrito de Ambedkar Nagar
Ambedkar Nagar (en hindi; अंबेडकर नगर ज़िला, urdu; امبیڈکر نگر ضلع) es un distrito de India en el estado de Uttar Pradesh. Código ISO: IN.UP.AN.
Comprende una superficie de 2 520 km².
El centro administrativo es la ciudad de Akbarpur. Dentro del distrito se encuentra la localidad de Jalalpur.

## Demografía
Según censo 2011 contaba con una población total de 2 398 709 habitantes.